# Notiobiella pinarensis
Notiobiella pinarensis is een insect uit de familie van de bruine gaasvliegen (Hemerobiidae), die tot de orde netvleugeligen (Neuroptera) behoort. 
Notiobiella pinarensis is voor het eerst wetenschappelijk beschreven door Alayo in 1968.